# جيري بريتون
جيري بريتون (بالإنجليزية: Gerry Britton)‏ (20 أكتوبر 1970 بغلاسكو في المملكة المتحدة - ) هو مدرب كرة قدم ولاعب كرة قدم بريطاني في مركز الهجوم. لعب مع دونفرملين أثلتيك وريث روفرز ونادي بارتيك ثيسل ونادي بريتشين سيتي ونادي دندي ونادي ريدنغ ونادي سلتيك ونادي ماذرويل ونادي سترنرير ‏ وبيرويك راينجرز ونادي ليفينغستون لكرة القدم.

## وصلات خارجية
- جيري بريتون على موقع Soccerbase.com (لاعب) (الإنجليزية)
- جيري بريتون على موقع Soccerbase.com (مدرب) (الإنجليزية)